# 勝浦村
勝浦村（かつうらむら）とは、福岡県宗像郡にかつて存在した村である。現在の福津市の北部に位置している。福津市の地名として現存する。

## 沿革
- 1889年（明治22年）4月1日 - 町村制施行により発足。
- 1955年（昭和30年）3月1日 - 津屋崎町と合併し、改めて津屋崎町を新設。同日勝浦村廃止。